# Tercera de Picardía

Tercera de Picardía,
al finalizar la progresión i-v-i-iv-i-v-I.

Una tercera de Picardía o tercera picarda (del francés tierce picarde) es un recurso armónico usado desde la  música del Renacimiento, consistente en terminar en modo mayor una pieza que estaba en modo menor o en cualquier otro modo.
El término «Picardía» no se refiere a una cierta astucia, sino a la región del norte de Francia, donde este recurso era utilizado en la música popular.
Utiliza, como ya se dijo, un acorde mayor de tónica al final de una sección musical que está en una tonalidad menor o modal. Esto se consigue al aumentar en un semitono la tercera de la tríada menor final, como una manera de resolver.
Por ejemplo, en lugar de emplear una cadencia final en un acorde de la menor que contiene las notas la, do y mi, un final con tercera de Picardía sería con un acorde en la mayor con las notas la, do♯ y mi. Nótese que el intervalo de tercera menor entre el la y el do del acorde menor en la menor se convierte en una tercera mayor al emplear el acorde de tercera de Picardía.
La tercera de Picardía no necesariamente debe emplearse al final de una sección; puede encontrarse en cualquier cadencia perfecta o plagal donde la tonalidad que predomina es menor.
La tercera de Picardía inversa, en la cual el acorde mayor esperado se convierte en menor, casi nunca se usa al final de una obra. Un ejemplo de esta rareza puede observarse en la Pieza Característica Op. 7 n.º 7 en re de Mendelssohn. Un efecto similar, a menudo usado, se crea con una cadencia rota en el relativo menor (por ejemplo, en do mayor, sería reemplazar el esperado acorde de tónica con la menor).